# Laboulbenia leisti
Laboulbenia leisti är en svampart som beskrevs av J. Siemaszko & Siemaszko 1928. Laboulbenia leisti ingår i släktet Laboulbenia och familjen Laboulbeniaceae.  Arten är reproducerande i Sverige. Inga underarter finns listade i Catalogue of Life.